# Gö Lotsawa
Gö Lotsawa (1392-1481) est un historien et un érudit tibétain célèbre. Il est l'auteur d'une chronique du Tibet des origines à Tsongkhapa Annales bleues, un ouvrage achevé en 1476. Dignitaire de l'école karma-kagyu, né à Tsetang, il est lié au monastère de Hgos et est considéré comme une incarnation précédent la lignée des panchen-lama.

## Ouvrage
- Roerich, George N. et Gedun Choepel (traducteur) (1988). The Blue Annals Motilal Banarsidass, Delhi, 1976, Reprint in 1979. [reprint of Calcutta, Royal Asiatic Society of Bengal, 1949, in two volumes].